# 库姆拉市镇
库姆拉市镇（瑞典語：Kumla kommun）是瑞典中部厄勒布鲁省的一个市镇。其治所位于库姆拉。